# Gondelbahn Hochbrixen
De Gondelbahn Hochbrixen is een zes persoons gondelbaan in het Oostenrijkse Brixen im Thale. Hij is gebouwd door Doppelmayr in 1986 voor de Skiwelt WilderKaiser-Brixental. De kabelbaan begint net een stuk buiten Brixen zelf, maar door de jaren heen is er een waar dorp om de kabelbaan zelf heen gebouwd. Dit heeft te maken met het feit dat wintersporters het fijner vinden om dicht bij de skilift te zitten, zodat men snel in het skigebied zit. De kabelbaan gaat over een aantal almen, om uit te komen bij Hochbrixen. Hochbrixen is de benaming voor de alm die op dit punt ligt. In tegenstelling tot Hochsöll, staan hier relatief weinig huizen en restaurants.

## Prestaties
De kabelbaan is 1762 meter lang en kan worden beladen met 86 cabine's die elk zes personen kunnen transporteren naar boven én naar beneden. De kabel gaat met vijf meter per seconde over het traject. De totale capaciteit komt daarmee op 2200 personen per uur. Het aandrijfstation (het station dat de kabel laat bewegen) is het bergstation, het aanspanningsstation (het station dat de spanning van de kabel verzorgt) is het dalstation. De aanspanning is hydraulisch (gecontroleerd). De garage, waar de cabine's in kunnen worden opgesteld, bevinden zich in zowel het dalstation als het bergstation. De cabine's zelf zijn ontworpen én gebouwd door CWA Constructions.